# SSM-N-8A Regulus
El SSM-N-8A Regulus era un misil de crucero con capacidad nuclear de la Armada de los Estados Unidos, producido por el fabricante Vought entre 1955 y 1964.

## Desarrollo

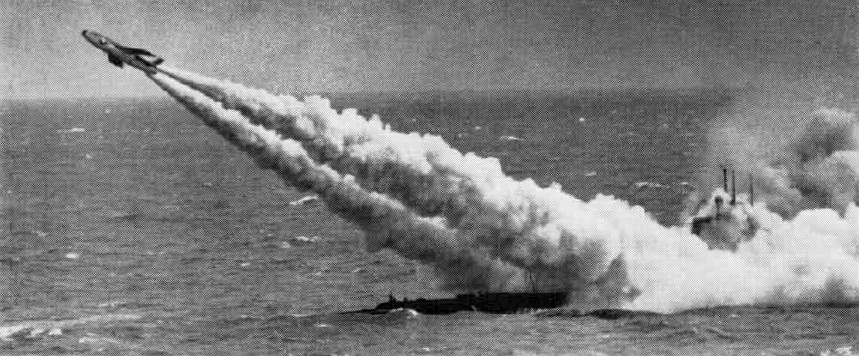
Lanzamiento de un Regulus I desde la cubierta del USS Tunny

A finales de los años 1950 y a principios de la década de 1960, se produjo el despliegue de los misiles de crucero de la Marina de los Estados Unidos, basados en las bombas volantes V1 diseñadas por Alemania durante la Segunda Guerra Mundial. El Proyecto Regulus se inició en 1943, pero sin progresos significativos hasta 1947, cuando se introdujeron en su planificación unas nuevas especificaciones concretas. En este período los proyectos de la Armada de los Estados Unidos estaban en competencia con el Misil de Crucero Matador del Ejército de los Estados Unidos. Finalmente, en 1951 se produjo el primer vuelo de un misil Regulus, y en 1953 el primer lanzamiento desde la cubierta de un submarino, el USS Tunny. El lanzamiento desde debajo del agua todavía no era posible en aquel momento.

## Utilización

### Submarinos
Dos submarinos de patrulla de la clase Grayback fueron equipados a partir de 1958 con misiles Regulus, y desde 1960 se embarcaron en el submarino nuclear USS Halibut (SSGN-587). Sin embargo, a partir de 1964, la puesta en servicio de los submarinos armados con misiles Polaris provocaron el fin de los Regulus. 

### Cruceros
Además del despliegue en submarinos, también se estudió su utilización en buques de superficie a pequeña escala. Así, en 1955/56 cuatro cruceros de batalla de la clase Baltimore, (el USS Helena (CA-75), el USS Macon (CA-132), el USS Toledo (CA-133), y el USS Los Angeles (CA-135)) fueron equipados con tres misiles Regulus cada uno, con sus hangares originales a bordo.

### Portaaviones
Un total de diez portaaviones fueron propuestos para el uso de misiles Regulus, aunque sólo en seis de ellos llegaron a ser instalados. El USS Princeton (CV-37) llevó a cabo el primer Lanzamiento de un Regulus desde un buque de guerra, aunque en esta primera prueba no era un misil guiado. También se realizaron ensayos desde el USS Saratoga (CVA-60), el USS Franklin D. Roosevelt (CV-42) y el USS Lexington (CV-16). En 1955 fueron dispuestos con tres misiles operativos a bordo el USS Randolph (CV-15) y el USS Hancock (CV-19).

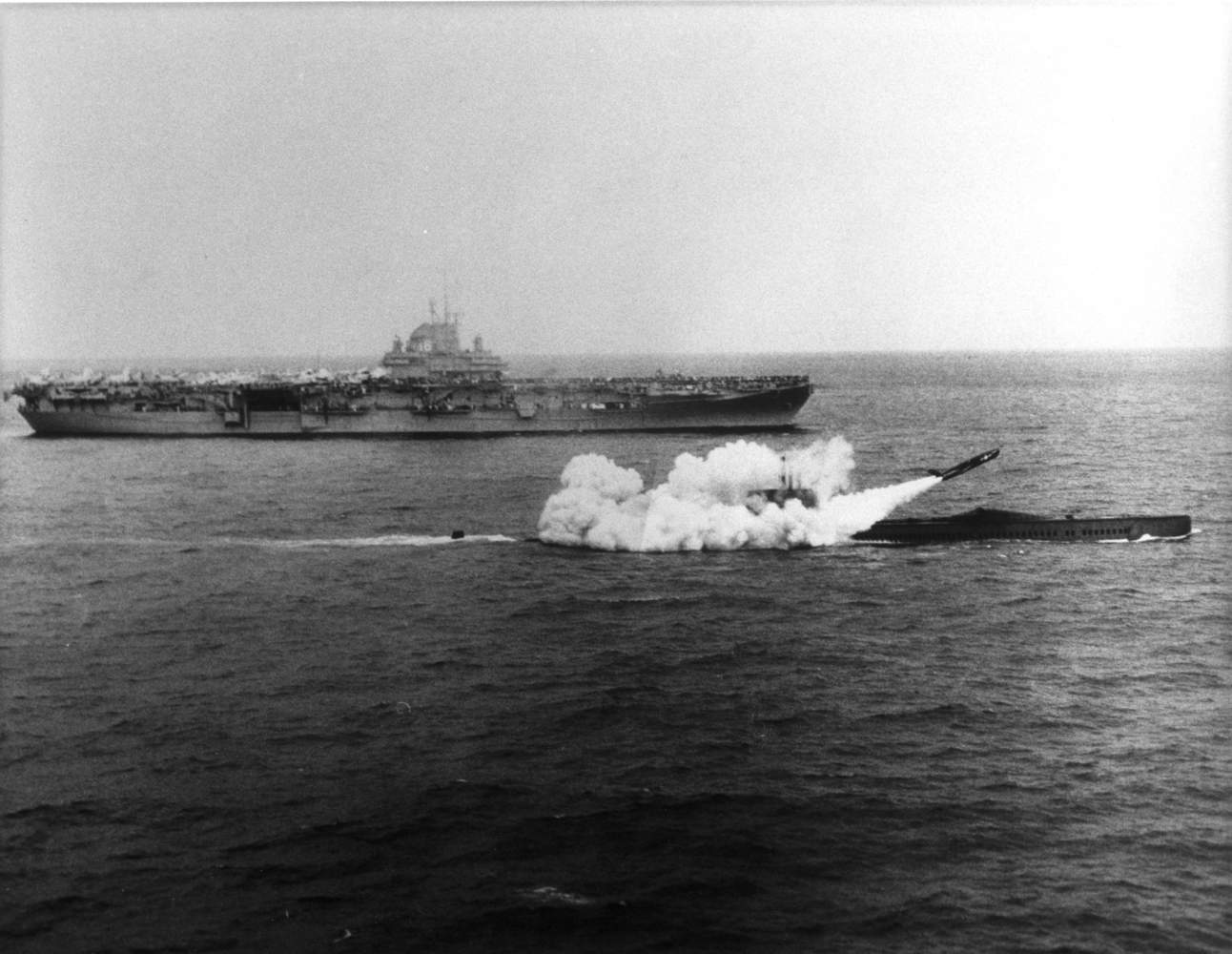
Ignición de un Regulus desde el USS Halibut (SSGN-587)
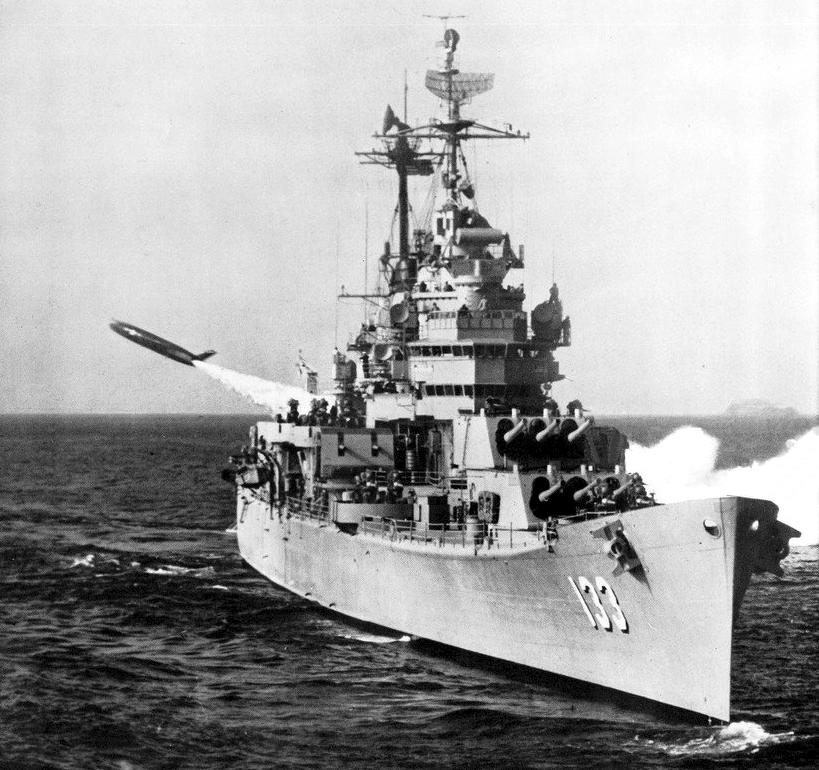
Lanzamiento de un Regulus desde el Crucero pesado USS Toledo (CA-133)
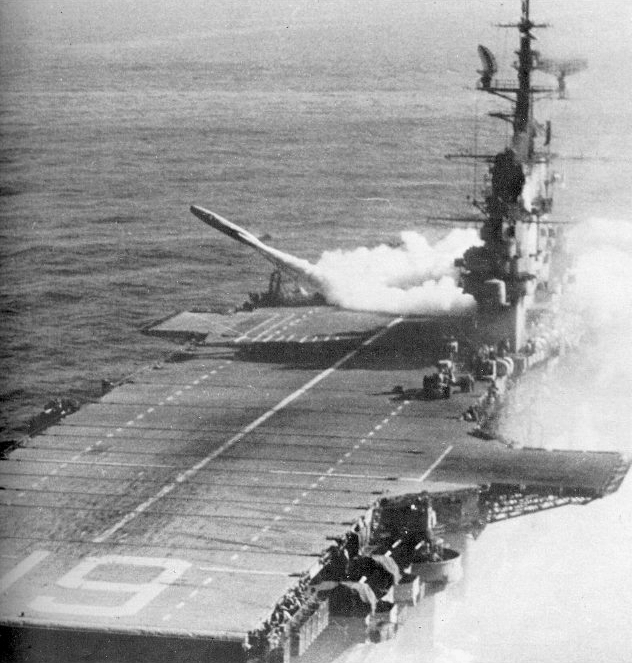
Inicio de un Regulus desde el Portaaviones USS Hancock (CVA-19)

El 8 de junio de 1959, un Regulus sirvió como misil correo, en un novedoso ensayo de envío de correspondencia mediante un misil que no tuvo continuidad posterior.

### Secuencias de designación
- Secuencia KD_U (Drones de la Armada estadounidense, 1945-1962 (Vought, 1922-1962)): KDU - KD2U
- Secuencia SSM-N-_ (Misiles de la Armada estadounidense, 1947-1962 (Superficie-superficie)): SSM-N-2 - XSSM-N-4 - SSM-N-6 - SSM-N-8 - SSM-N-9 (I) - SSM-N-9 (II)
- Secuencia __M-_ (Misiles y drones estadounidenses, 1962-presente): ← MIM-3 - AIM-4 - MGM-5 - RGM-6 - AIM-7/RIM-7 - RIM-8 - AIM-9 →

### Listas relacionadas
- Anexo:Aeronaves militares de los Estados Unidos (navales)